# Agua Azul (Chiapas)
Agua Azul es una localidad del estado mexicano de Chiapas. Es parte del municipio de Ocosingo.

## Demografía
| Gráfica de evolución demográfica |
|                                  |

| Censo | Población |
| ----- | --------- |
| 1950  | 9         |
| 1960  | 50        |
| 1970  | 274       |
| 1980  | 38        |
| 1990  | 556       |
| 2000  | 738       |
| 2010  | 1,064     |
| 2020  | 1,109     |